# Robert Henrion
 (avril 2020).
Si vous disposez d'ouvrages ou d'articles de référence ou si vous connaissez des sites web de qualité traitant du thème abordé ici, merci de compléter l'article en donnant les références utiles à sa vérifiabilité et en les liant à la section « Notes et références ».
Robert Henrion, né le 23 juillet 1915 à Namur et mort le 19 juin 1997 à Uccle, est un homme politique belge libéral, membre du Parti de la liberté et du progrès (PLP), puis du Parti réformateur libéral (PRL). Il a été ministre des Finances de 1966 à 1968, puis brièvement en 1980.

## Biographie
Robert Henrion obtient son doctorat en droit de l'Université libre de Bruxelles (ULB) et s'établit comme avocat au barreau de Bruxelles, où il est également auditeur militaire adjoint de 1938 à 1946. En 1945, il rejoint le service juridique de la Générale de banque, où, à partir de 1963, il est administrateur-adjoint et vice-président du conseil d'administration. En 1946, il entame également une carrière universitaire à l'ULB, où il enseigne le droit économique et financier et, à partir de 1955, il est également professeur extraordinaire.
En mars 1966, du fait de son expérience financière en tant qu'extra-parlementaire du Parti de la liberté et du progrès, il est nommé ministre des Finances du gouvernement Vanden Boeynants I, mandat qu'il occupe jusqu'en 1968. Après son départ du gouvernement, il reprend ses fonctions à l'ULB et à la Générale de banque et préside le comité de gestion et le conseil d'administration de la banque de 1971 à 1976.
Ce n'est qu'après sa retraite en tant que président de la banque en 1976 qu'il commence réellement une carrière politique pour le PLP puis pour le Parti réformateur libéral. En 1977, il a été nommé ministre d'État en raison de sa carrière financière et universitaire et de mai à juin 1980, il a de nouveau ministre des Finances du gouvernement Martens III. Cependant, pour des raisons de santé et aussi en raison du rythme de travail élevé du gouvernement, il quitte rapidement ses fonctions.
Il a également une carrière parlementaire. De 1978 à 1981, il est sénateur coopté pour le PRL. Aux élections législatives de 1981, il est élu dans l'arrondissement de Bruxelles. Il siège de 1981 à 1985 à la Chambre des représentants, où il est nommé chef du groupe PRL de 1981 à 1985. En 1985, il redevient sénateur, comme sénateur provincial jusqu'en 1988, puis comme sénateur coopté jusqu'en 1991.
Parallèlement à sa carrière parlementaire, il préside ou dirige de nombreuses sociétés ou sociétés holding appartenant à la Société générale de Belgique. De 1981 à 1986, il est également président de la société mixte Belfin, chargé de financer les investissements dans la sidérurgie. De 1993 à 1995, il est président du comité d'évaluation des actifs de l'État. Mandaté par le gouvernement Dehaene I, il doit conseiller le ministre des Finances sur la valeur, le prix offert ou la vente des établissements publics de crédit dans le cadre de la privatisation.